# Pachylia
Genre
Le genre Pachylia regroupe des insectes lépidoptères de la famille des Sphingidae, de la sous-famille des Macroglossinae, de la tribu des Dilophonotini, de la sous-tribu des Dilophonotina.

## Systématique
- Le genre Pachylia a été décrit par l'entomologiste britannique Francis Walker, en 1856[1].
- L'espèce type pour le genre est Pachylia ficus (Linnaeus, 1758).

## Taxinomie
Liste des espèces
- Pachylia darceta Druce, 1881
- Pachylia ficus (Linnaeus, 1758)
- Pachylia syces (Hübner, [1819])

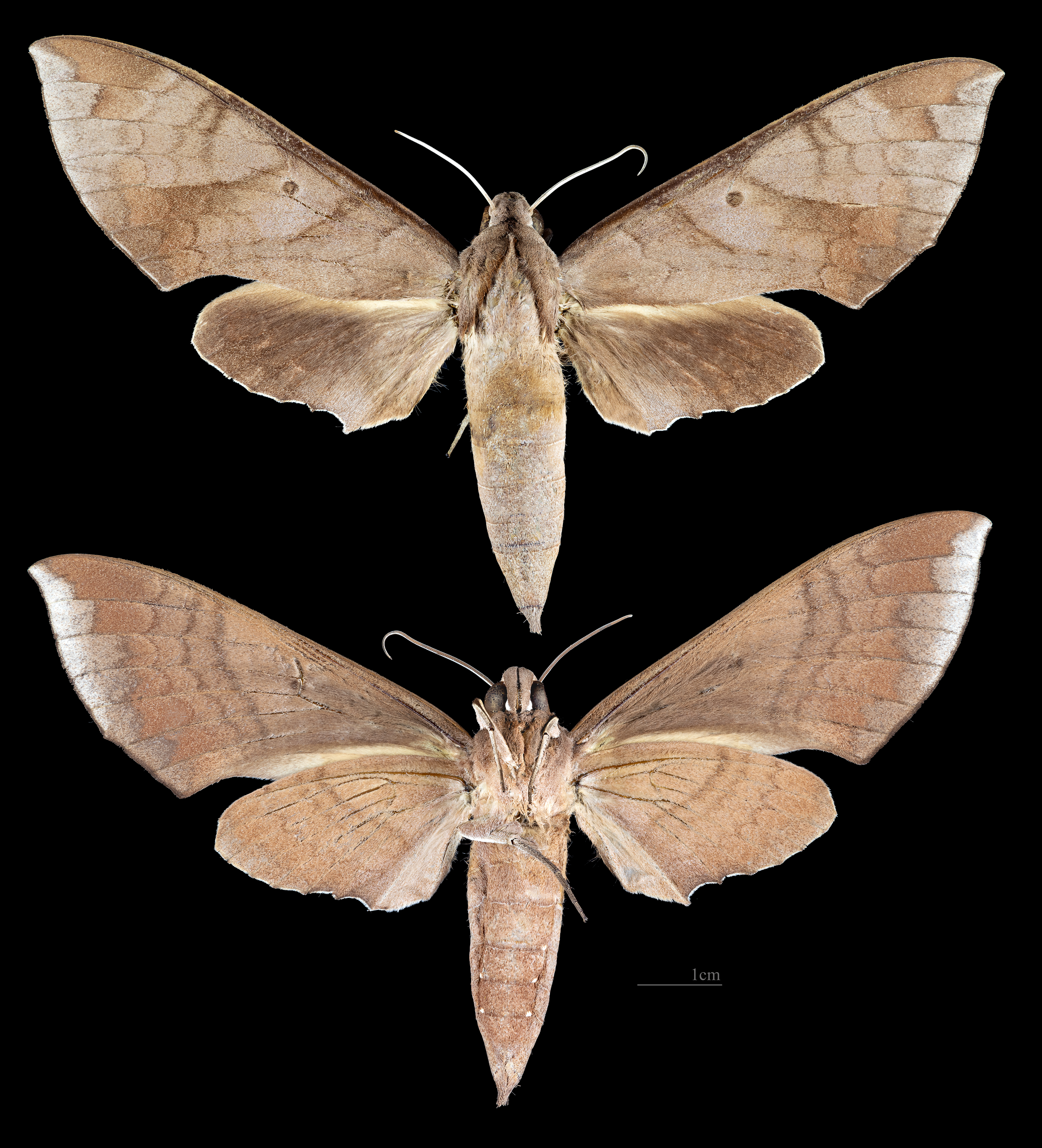
Pachylia darceta
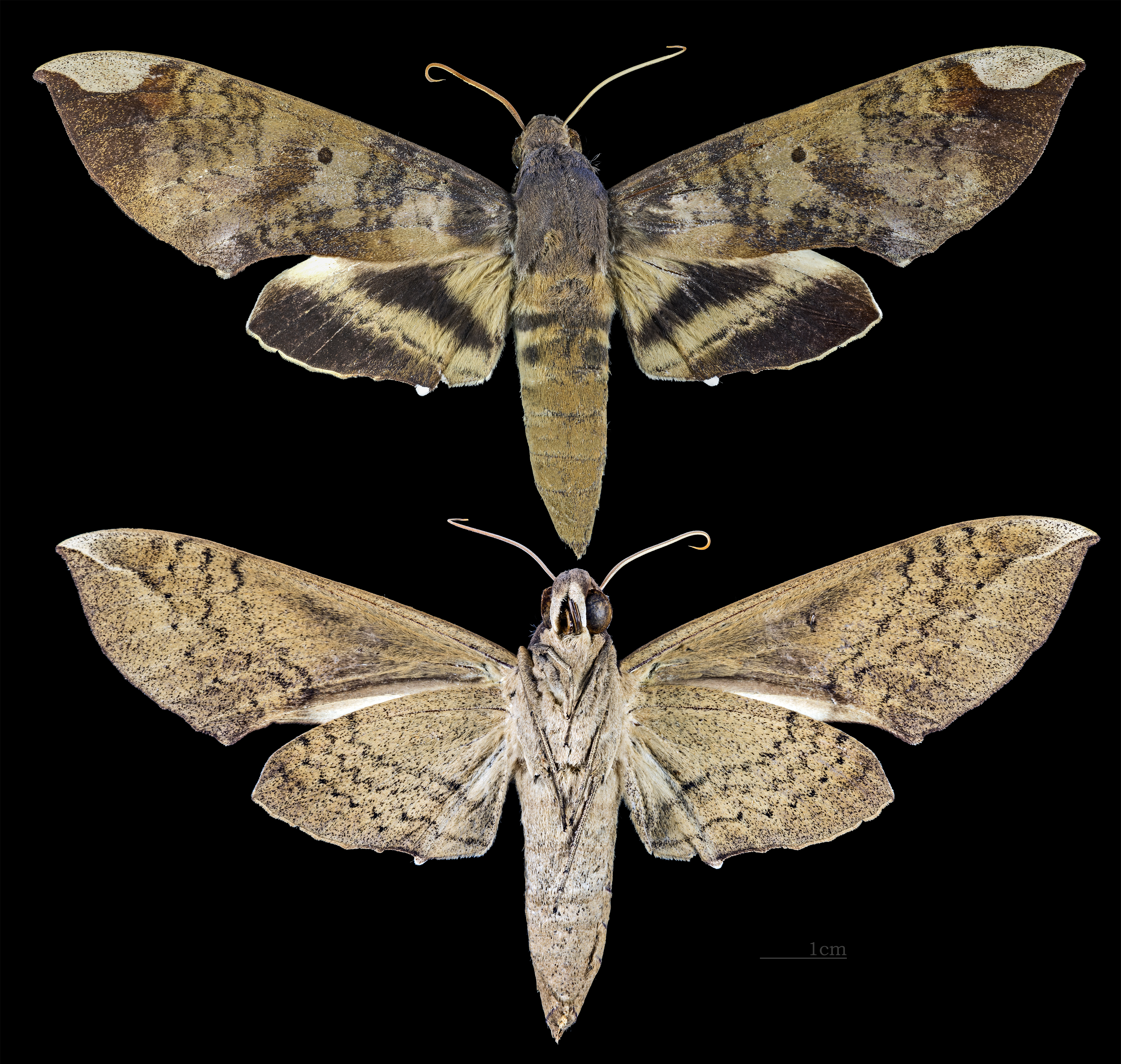
Pachylia ficus
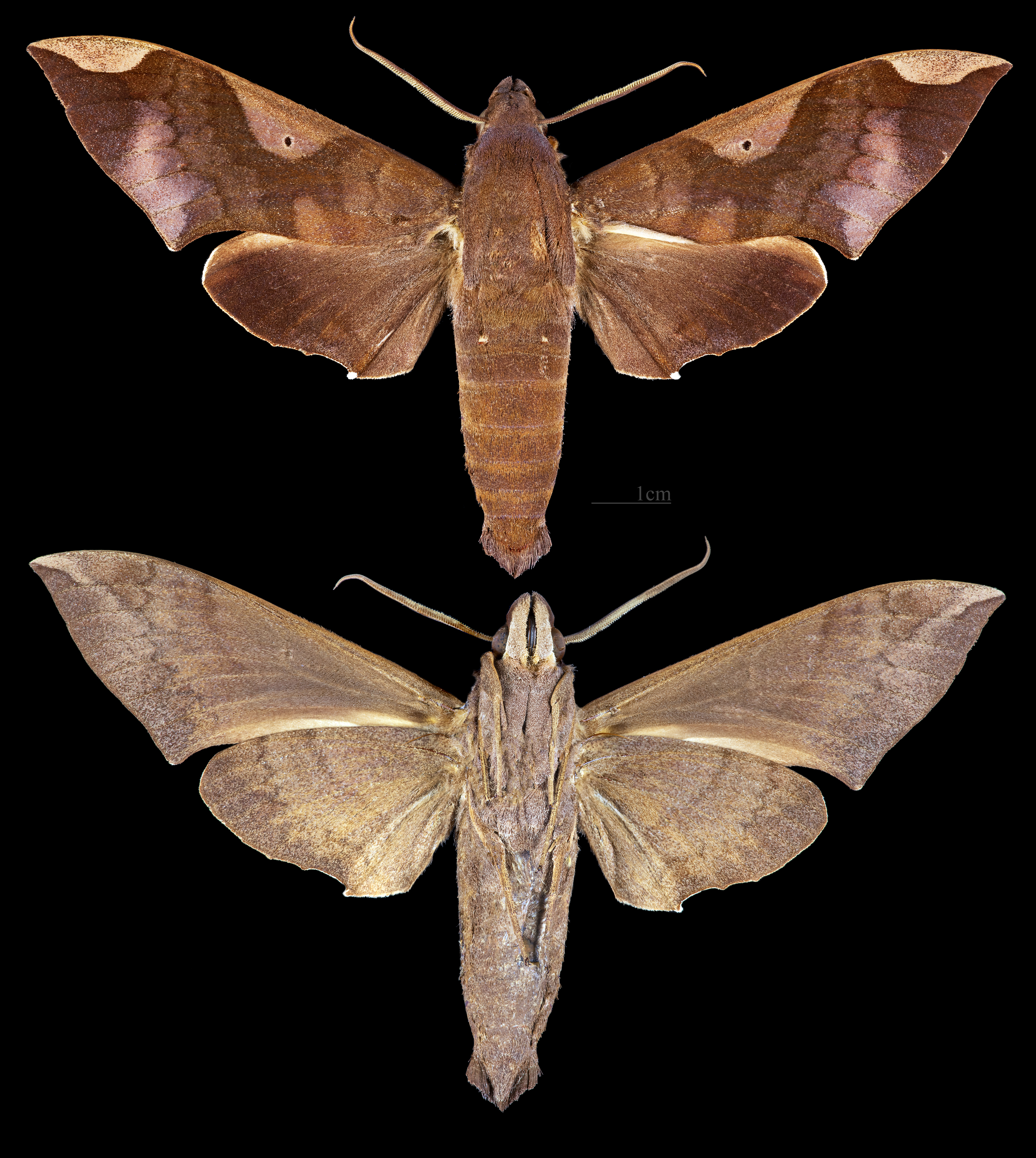
Pachylia syces